# راسم لجاييك
راسم لجاييك ((بالسيريلية الصربية: Расим Љајић) ؛ تلفظ صربي: [rǎːsim ʎǎːjitɕ] ؛ ولد في 28 يناير 1964) سياسي صربي من أصل بوسني. وقد شغل منصب نائب رئيس وزراء صربيا ووزير التجارة والسياحة والاتصالات منذ 27 يوليو 2012. وهو رئيس الحزب الاشتراكي الديمقراطي في صربيا، الذي انتخب في 21 يناير 2007. وكان راسم لجاييك أيضًا رئيسًا للمجلس الوطني للتعاون مع محكمة لاهاي.

## التعليم
تخرج راسم لجاييك من كلية الطب بجامعة سراييفو. [بحاجة لمصدر]

## الحياة السياسية
في عام 1990، تم انتخاب راسم لجاييك أمينًا عامًا لحزب العمل الديمقراطي في السنجق كواحد من مؤسسيه، وهو فرع من SDA في جمهورية البوسنة والهرسك، بهدف تمثيل البوشناق في صربيا. في عام 1993 غادر الحزب وشكل مع بعض المعارضين حزب السنجق الديمقراطي، منتقدًا سليمان سليمان أوغليانين لكونه متطرفًا ويؤيد الانفصال عن يوغوسلافيا في محاولة للانضمام إلى البوسنة الكبرى التي يغلب على سكانها الإسلام.
أحد المعارضين الديمقراطيين لقادة صربيا، أصبح وزيراً لحقوق الإنسان والأقليات في عام 2000 بعد سقوط سلوبودان ميلوسيفيتش، وتم تمديد ولايته كوزير في الحكومة الرعوية التي يقودها DS عام 2001.
راسم لجاييك هو رئيس فريق التنسيق على المدى الطويل مع محكمة لاهاي. في الانتخابات البرلمانية لعام 2003، قاد دون جدوى «معاً من أجل التسامح»، إلى جانب نيناد شاناك من رابطة الديمقراطيين الاجتماعيين في فويفودينا وجويف كاسا من تحالف فويفودينا المجريين. ومع ذلك، فشل ذلك في تجاوز النسبة المطلوبة للدخول إلى البرلمان. [بحاجة لتوضيح] [بحاجة لمصدر]

## الحياة الشخصية
راسم لجاييك هو بوسني العرق. توفي صديقه المقرب والقريب داوود لجاييك في تحطم طائرة هليكوبتر عسكرية في صربيا ليلة 14 مارس 2015، والتي أودت أيضًا بحياة ستة آخرين.